# James Langevin
James Langevin (ur. 22 kwietnia 1964) – amerykański polityk, członek Partii Demokratycznej. W latach 2001–2023 był przedstawicielem drugiego okręgu wyborczego w stanie Rhode Island w Izbie Reprezentantów Stanów Zjednoczonych.